# Rodewald mittlere Bauerschaft
Rodewald mittlere Bauerschaft è una frazione (Ortsteil) della città di Rodewald, nel land della Bassa Sassonia, in Germania.

## Storia
Già comune autonomo nel circondario di Nienburg/Weser, il 1º aprile 1969 fu soppresso e unito, con Rodewald obere Bauerschaft e Rodewald untere Bauerschaft, nel nuovo comune di Rodewald.